# Henning von Beust
Baron Henning von Beust, nemški general in pravnik, * 17. maj 1892, Jena, † 7. september 1965, Scharbeutz.